# كيمياء جغرافية حيوية

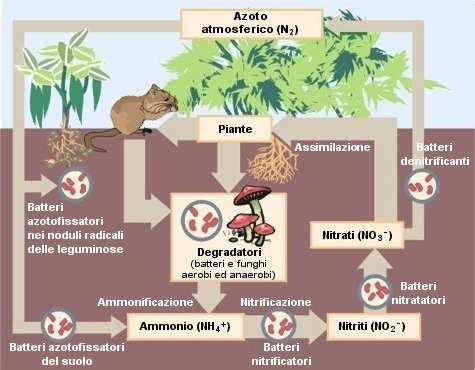

البيوجيوكيمياء أو الكيمياء الجغرافية البيولوجية (بالإنجليزية: Biogeochemistry)‏، هو حقل علمي ينطوي على دراسة العمليات الكيميائية والفيزيائية والجيولوجية والبيولوجية وردود الفعل التي تحكم تكوين البيئة الطبيعية (بما في ذلك المحيط الحيوي، والغلاف الجليدي، والغلاف المائي، والغلاف الجوي، والغلاف الصخري). والكيمياء الحيوية هي دراسة دورات العناصر الكيميائية، مثل الكربون والنيتروجين، وتفاعلاتها ودمجها في الكائنات الحية المنقولة من خلال النظم البيولوجية على نطاق الأرض في الفضاء عبر الزمن. ويركز الحقل على الدورات الكيميائية التي تكون إما مدفوعة أو تؤثر على النشاط البيولوجي. ويتم التركيز خصوصًا على دراسة دورات الكربون والنيتروجين والكبريت والفوسفور. الكيمياء الحيوية هي علم النظم ترتبط ارتباطا وثيقاً نظم البيئة.